# Rifugio Città di Fiume
Das Rifugio Città di Fiume ist eine Schutzhütte der Sektion Fiume des Club Alpino Italiano (CAI) in der Monte-Pelmo-Gruppe in der Provinz Belluno. Die in der Regel von Mitte Juni bis Anfang Oktober geöffnete Hütte verfügt über 23 Schlafplätze und 8 Notlager sowie einen Winterraum mit 3 Schlafplätzen.

## Lage
Die Schutzhütte liegt auf 1917 m s.l.m. auf den Almflächen des Col de la Puìna unterhalb der Nordwand des Monte Pelmo (3168 m). Am Rifugio Città di Fiume führt der Dolomiten-Höhenweg 1 und die Via Alpina vorbei.

## Geschichte
Das Rifugio wurde 1964 in einer ehemaligen Almhütte eingeweiht. Die von der CAI Sektion Fiume umgebaute Malga Durona, die zu Beginn des 17. Jahrhunderts entstand, war schon längere Zeit nicht mehr als Kasalm genutzt worden und stand leer. Das Almgebäude stammt von 1924 und wurde nach der Einweihung als Schutzhütte zwischen 2005 und 2006 renoviert und 2007 neu eröffnet. Es ist der nach dem Zweiten Weltkrieg aus Rijeka vertriebenen italienischen Bevölkerung gewidmet und gehört der in Padua niedergelassenen Sektion Fiume des CAI.

## Zustiege
- Vom Val Fiorentina, 1676 m ⊙ auf Weg 467 in 45 Minuten
- Vom Rifugio Aquileia, 1583 m ⊙ auf Weg 467 in 1 Stunde
- Von San Vito di Cadore – Senes, 1214 m ⊙ auf Weg 458, 467 in 4 bis 4 ½ Stunden
- Von Borca di Cadore – Tiera, 1271 m ⊙ auf Weg 468, 480 in 2 ¾ Stunden

## Nachbarhütten
- Zum Rifugio Croda da Lago, 2046 m ⊙ auf Weg 467, 458, 436, 434 in 3 Stunden
- Zum Rifugio Venezia, 1947 m ⊙ auf Weg 480 in 3 Stunden, auf Weg 372 in 3 ½ Stunden